# Leon Billewicz
Leon Billewicz (* 1870; † April 1940 in Charkiw) war ein Brigadegeneral in der polnischen Armee und wurde während der Serie von Massenmorden, die als Massaker von Katyn bekannt ist, in der heutigen Ukraine ermordet.
Billewicz begann seine militärische Laufbahn in der Kaiserlich Russischen Armee. Ab November 1918 diente er in den polnischen Streitkräften und befehligte, seit 1919 im Range eines Generals, im Polnisch-Sowjetischen Krieg die 13. Infanteriebrigade. Nach dem Frieden von Riga im März 1921 verblieb er bis April 1927 im aktiven Dienst und kommandierte die Militärgarnison Brester Festung. Obwohl er sich im Ruhestand befand, wurde er nach der sowjetischen Besetzung Ostpolens vom NKWD im nahe Luhansk gelegenen Starobelsk in der damaligen Sowjetunion inhaftiert. Während der Massenmorde von Katyn wurde er im April 1940 im Gefängnis in Charkiw ermordet und in Pjatychatky verscharrt.